# محمود بن حسن زيني
محمود بن حسن زيني (1358- 1445 هـ / 1939- 2024 م) باحث ومحقق وأديب وناقد سعودي، وأستاذ جامعي، عضو رابطة الأدب الإسلامي العالمية.

## ولادته وتحصيله
ولد محمود بن حسن بن عبد الرحمن زيني في مكة المكرمة، بتاريخ 14 شوََّال 1358هـ الموافق 25 نوفمبر (تشرين الثاني) 1939م. ونشأ في كنف والدين فاضلين، وتلقى القرآن في مدرسة أهلية لتحفيظ القرآن الكريم، وأنهى تعليمه العام في مكة المكرمة في المعهد العلمي السعودي.
ثم رحل إلى مصر لمتابعة دراسته؛ فانتسب إلى قسم اللغة العربية في كلية الآداب بجامعة القاهرة، وحصل على الإجازة بكالوريوس عام 1382هـ/ 1963م. ثم تابع دراسته العليا في المملكة المتحدة، فحصل على شهادة الدكتوراه من جامعة أندرو عام 1389هـ/ 1970م.

## عمله ووظائفه
بعد حصوله على الإجازة الجامعية من مصر عاد إلى مكة المكرمة، وعمل معيدًا في كلية التربية التي كانت مع كلية الشريعة نواةَ جامعة أم القرى، وأصبح بذلك أولَ معيد في هذه الكلِّية. وهو يُعَد من الجيل الثاني من المتخصصين السعوديين (الأكاديميين) الذين أكملوا دراساتهم العليا في الخارج. وبعد حصوله على الدكتوراه عمل أستاذًا مساعدًا بقسم اللغة العربية في كلية الشريعة والدراسات الإسلامية في عام 1390هـ/ 1970م، وترقَّى في الدرجات الجامعية حتى حصل على درجة أستاذ في تخصُّص الأدب والنقد.
أشرف وناقش عددًا كبيرًا من رسائل الماجستير وأطروحات الدكتوراه، زادت على خمسين رسالة، في جامعة أم القرى وغيرها من الجامعات السعودية.
وعمل إمامًا وخطيبًا لجامع العزيزية أكثر من 30 عامًا، منذ عام 1399هـ، ومأذونًا شرعيًّا للأنكحة بمكة المكرمة منذ عام 1406هـ.
وتولى عددًا من الوظائف الإدارية والمناصب، منها:
- رئيس قسم اللغة العربية بجامعة أم القرى.
- وكيل كلية الشريعة والدراسات الإسلامية.
- عميد كلية الشريعة والدراسات الإسلامية المكلف.
- عميد كلية اللغة العربية.
- المدير العام للمركز العلمي بجامعة أم القرى.
- مدير مركز التعليم الإسلامي بمعهد البحوث العلمية وإحياء التراث الإسلامي بجامعة أم القرى.
- رئيس قسم الأدب في كلية اللغة العربية.
- مدير مركز بحوث اللغة العربية بالجامعة حتى نهاية عام 1419هـ.[4]

## إسهاماته الثقافية
- شارك في كثير من المؤتمرات العلمية والثقافية، داخل المملكة العربية السعودية وخارجها.
- عضو الهيئة التأسيسية لنادي مكة الثقافي الأدبي عام 1395هـ.
- عضو في لجنة الترشيح والاختبار لجائزة الملك فيصل للدراسات الإسلامية العالمية للأدب العربي منذ عام 1399هـ/ 1979م.
- عضو مجلس جامعة الملك عبد العزيز بجُدة.
- عضو مجلس جامعة أم القرى بمكة المكرمة.
- عضو رابطة الأدب الإسلامي العالمية، ومدير فرع الرابطة بمكة المكرمة.
- عضو مجلس جماعة تحفيظ القرآن الكريم بمكة المكرمة.[5]

## مؤلفاته

### من كتبه المنشورة
1. شرح قصيدة البُردة لكعب بن زهير، لأبي البركات بن الأنباري (دراسة وتحقيق)، تهامة، جُدة، 1400هـ/ 1980م.
2. دراسات في أدب الدعوة الإسلامية، مكتبة الخانجي، القاهرة، 1402هـ/ 1982م.[6]
3. شرح المقصور والممدود، لأبي البركات بن الأنباري ( تحقيق ودراسة)، نشر بمجلة كلية اللغة العربية بجامعة أم القرى، العدد 2 عام 1404م.
4. جمهرة أشعار العرب، لمحمد بن أبي الخطاب القرشي، تحقيق، نشر بالجامعة عام 1429هـ .

### بحوثه ومقالاته
نشر مجموعة من البحوث والدراسات الأدبية في بعض المجلات العلمية المحكَّمة، وهو كاتب في بعض الصحف، ورأَسَ تحرير مجلة كلية الشريعة والدراسات الإسلامية بجامعة أم القرى، ومجلة جامعة أم القرى، ومجلة البلد الأمين التي تصدر عن نادي مكة الثقافي الأدبي.

## تكريمه
- نال درعَ رابطة الكُتَّاب الأردُنِّيين بعمَّان، عام 1423هـ.
- كُرِّم في اثنينية الشيخ عبد المقصود خوجة في جُدَّة، عام 1424هـ.
- نال درع رابطة العالم الإسلامي في الفلبين.
- كُرِّم في ثلوثية الشيخ محمد صالح باشراحيل.[7]

## وفاته
توفي محمود حسن زيني في مكة المكرمة، يوم الأحد 22 من شعبان 1445هـ الموافق 3 مارس (آذار) 2024م، وصُلِّي عليه في المسجد الحرام، ودُفن بمقبرة المعَلَّاة.

## وصلات خارجية
- اختتام أنشطة الاثنينية بتكريم د. محمود زيني